# Eleonora Aviz

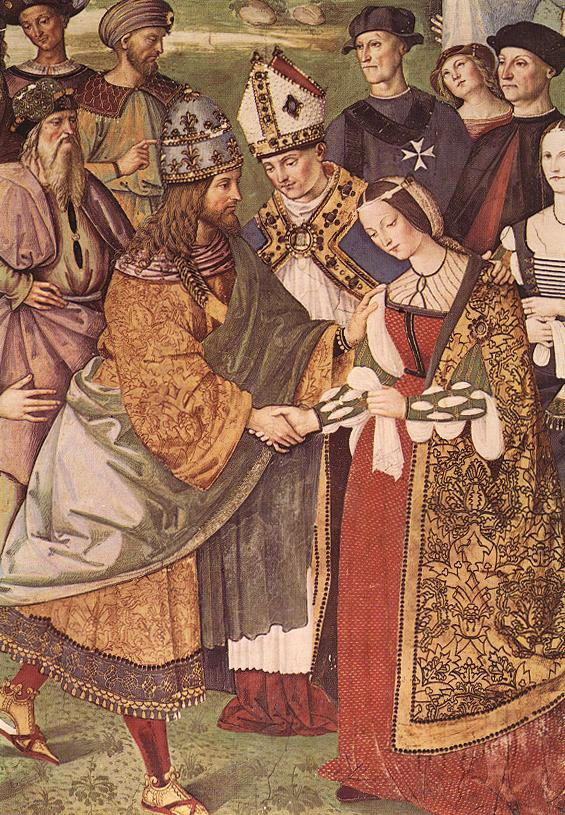
Eleonora i Fryderyk III

Eleonora Aviz, Eleonora Portugalska (ur. 18 września 1434 w Torres Vedras, zm. 3 września 1467 w Wiener Neustadt) – córka króla Portugalii Edwarda I i Eleonory, córki króla Aragonii Ferdynanda I Sprawiedliwego. Infantka portugalska, księżna Austrii, cesarzowa.

## Życiorys
16 marca 1452 poślubiła cesarza Fryderyka III Habsburga (21 września 1415 - 19 sierpnia 1493), syna księcia Austrii Ernesta Żelaznego i Cymbarki, córki księcia płockiego Siemowita IV. Fryderyk i Eleonora mieli razem trzech synów i dwie córki:
- Krzysztof (1454–1455), arcyksiążę Austrii
- Maksymilian I (22 marca 1459 - 12 stycznia 1519), król Niemiec, cesarz rzymski
- Helena (1460–1461), arcyksiężna Austrii
- Kunegunda (16 marca 1465 - 6 sierpnia 1520), żona księcia bawarskiego Albrechta IV Mądrego
- Jan (1466–1467), arcyksiążę Austrii

Ślubu Fryderykowi i Eleonorze udzielał kardynał Eneasz Sylwiusz Piccolomini, późniejszy papież Pius II. Posag Eleonory (60 000 guldenów) pomógł cesarzowi w rozwiązaniu jego finansowych problemów. 19 marca 1452 Fryderyk i Eleonora otrzymali koronę cesarską z rąk papieża Mikołaja V. Eleonora zmarła w Wiener Neustadt, 3 września 1467 i została pochowana w tym samym mieście, w klasztorze Cystersów. To od niej wywodzą się wszyscy późniejsi Habsburgowie.